# Siekierki
Siekierki, německy Zäckerick a do češtiny doslovně přeloženo jako Sekerky, je vesnice ve gmině Cedynia, v okrese Gryfino v Západopomořanském vojvodství v západním Polsku. Je na pravém břehu veletoku Odra u německo-polské státní hranice v krajinném parku Cedyński Park Krajobrazowy a na rozhraní mezoregionů Równina Gorzowska a Kotlina Freienwaldzka.

## Historie a popis
Ves je poprvé písemně zmiňovaná v roce 1365. Ke konci druhé světové války zde proběhlo soustředění 1. polské armády (Pierwsza Armia Wojska Polskiego), která 16. dubna 1945 zahájila přechod Odry a následný útok na Berlín. Po druhé světové válce bylo německé obyvatelstvo odsunuto do Německa. Na základech kostela, který byl zbořen v roce 1957, byla v letech 1980–1990 postavena svatyně Sanktuarium Nadodrzańskiej Królowej Pokoju. Byl zde postaven válečný hřbitov v roce 1975, nad kterým je postavený vysoký obelisk z roku 1961 se dvěma meči a obrazem matky objímající dítě. Vedle hřbitova je malé Muzeum Walk nad Odrą (Muzeum bojů na Odře). V roce 2021 zde trvale žilo 154 obyvatel.

## Příroda
- Cedyński Park Krajobrazowy
- Rezerwat przyrody Gęsi Bastion pod Starą Rudnicą
- Kostrzyneckie Rozlewisko

## Trasy pro cyklisty a pěší
- Dálková cyklistická trasa Szlak Zielona Odra.
- Dálková turistická trasa Szlak Nadodrzański.

## Galerie

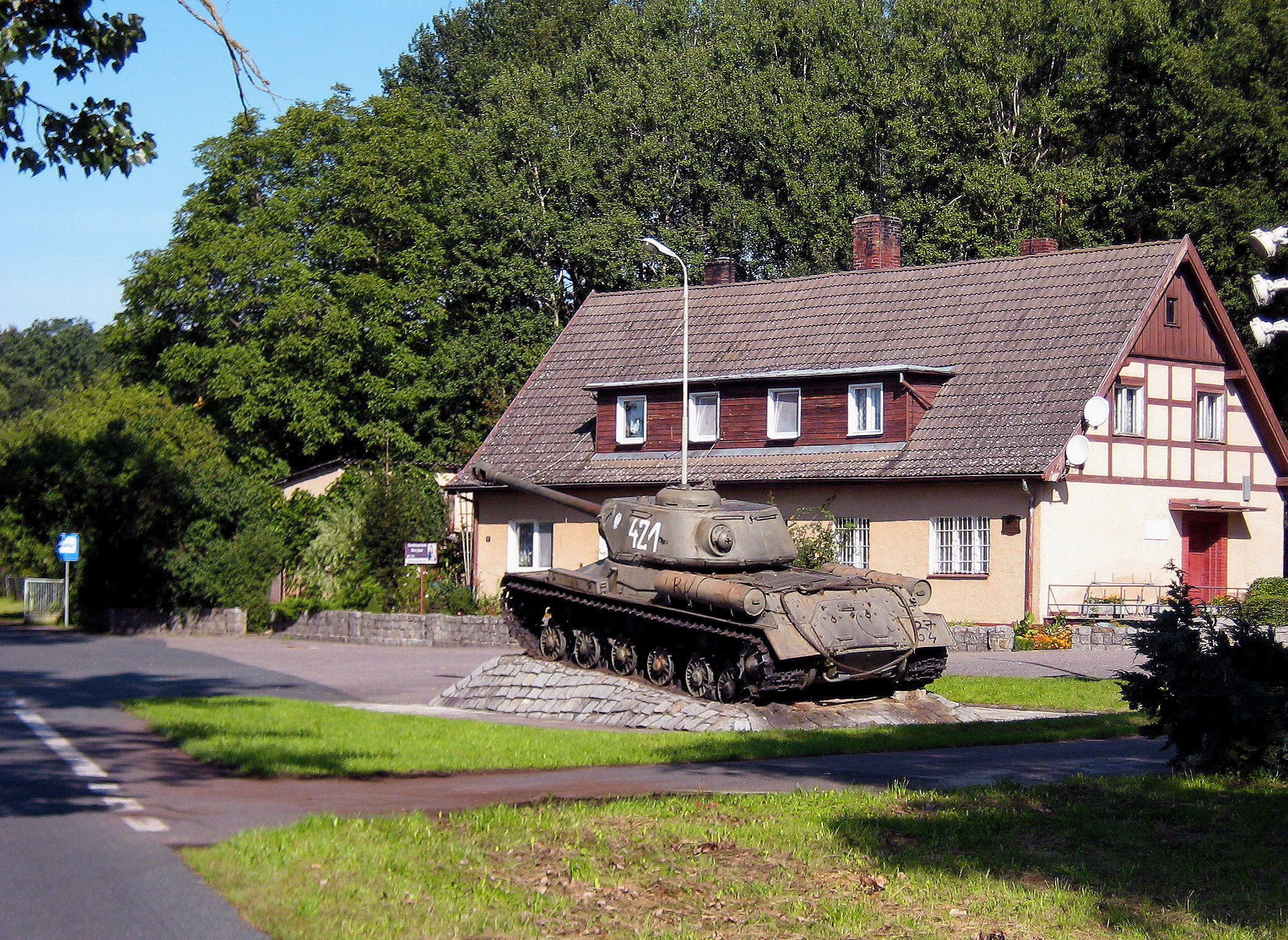
Tank ve vesnici
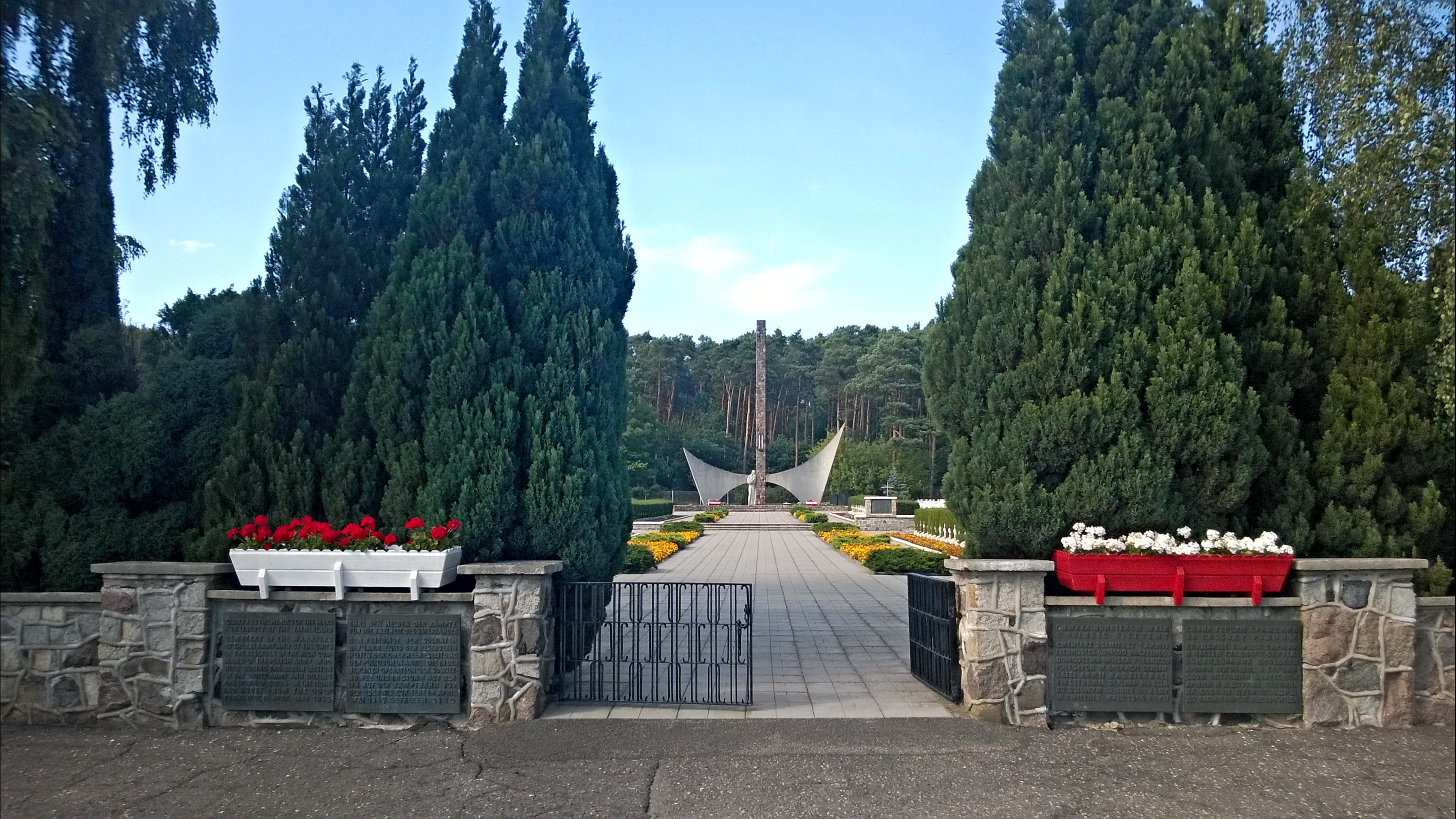
Válečný hřbitov s vysokým obeliskem